# مانوئل اچوزارتا
مانوئل اچوزارتا (انگلیسی: Manuel Echezarreta; ۴ اکتبر ۱۹۱۵ – ۱۷ اکتبر ۱۹۸۰) بازیکن فوتبال اهل اسپانیا بود.